# Cernon, Marne
Cernon là một xã thuộc tỉnh Marne trong vùng Grand Est đông nam nước Pháp. Xã có diện tích 16,1 km2.